# دائرة المؤتلف
دَائِرَةُ المُؤْتَلِفِ هي الدائرة العروضية الثانية، وهي تضمّ بَحْرَيْن خَلِيلِيَّيْنِ، هما: الوَافِر والكَامِل، وبحرًا مُهْمَلًا واحدًا، هو المُتَوَافِر.

## سبب التسمية
سُمّيت هذه الدائرة بهذا الاسم لائتلاف أجزائها السّباعيّة، أي أنّها تتألّف من تفعيلات سباعيّة مؤتلفة متكرّرة، وهي: مُفَاعَلَتُنْ ومُتَفَاعِلُنْ وفَاعِلَاتُكَ.

## طريقة فكّ الدائرة
- إذا ابتدأت من الوتد الأول (أي //ه) إلى إتمام الدائرة (عكس عقارب الساعة)، تتحصل على تفعيلات شطر بحر الوافر، وهي: مُفَاعَلَتُنْ مُفَاعَلَتُنْ مُفَاعَلَتُنْ، فيكون بذلك وزن البحر:

- إذا ابتدأت من الفاصلة الأولى (أي ///ه) إلى إتمام الدائرة (عكس عقارب الساعة)، تتحصل على تفعيلات شطر بحر الكامل، وهي: مُتَفَاعِلُنْ مُتَفَاعِلُنْ مُتَفَاعِلُنْ، فيكون بذلك وزن البحر:

- إذا ابتدأت من نصف الفاصلة الأولى (أي: من /ه في الفاصلة ///ه) إلى إتمام الدائرة (عكس عقارب الساعة)، تتحصل على تفعيلات شطر بحر المتوافر (وهو بحر مُهْمَلٌ مُحْدَثٌ)، وهي: فَاعِلَاتُكَ فَاعِلَاتُكَ فَاعِلَاتُكَ، فيكون بذلك وزن البحر: